# Palpares papilionoides
Palpares papilionoides är en insektsart som först beskrevs av Klug in Ehrenberg 1834.  Palpares papilionoides ingår i släktet Palpares och familjen myrlejonsländor. Inga underarter finns listade i Catalogue of Life.